# Kami Rita Sherpa
Kami Rita Sherpa (født 1969 eller 1970), er bjergguide fra sherpa-folket i Nepal og den person, som har været på toppen af Mount Everest (8.848 meter) flest gange. I 2018 nåede han toppen for 22. gang og er siden nået op på 24 gange.
Kami Rita Sherpa arbejder for expeditionsfirmaet Seven Summit Treks.